# Cessenon-sur-Orb
 Cessenon-sur-Orb  es una población y comuna francesa, situada en la región de Occitania, departamento de Hérault, en el distrito de Béziers y cantón de Saint-Pons-de-Thomières.

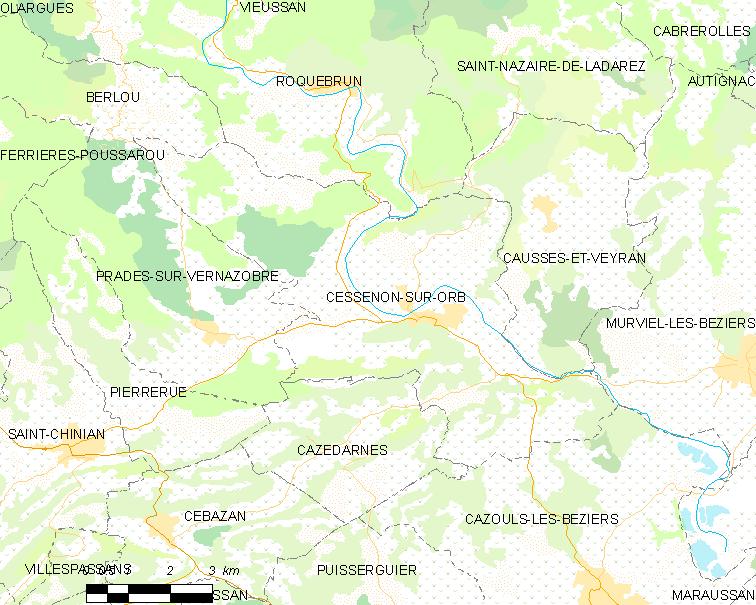
Mapa

## Demografía
| 2072 | 2025 | 1736 | 1680 | 1602 | 1730 | 2200 |
| Para los censos de 1962 a 1999 la población legal corresponde a la población sin duplicidades (Fuente: INSEE [Consultar]) |      |      |      |      |      |      |